# Felix Balthasar

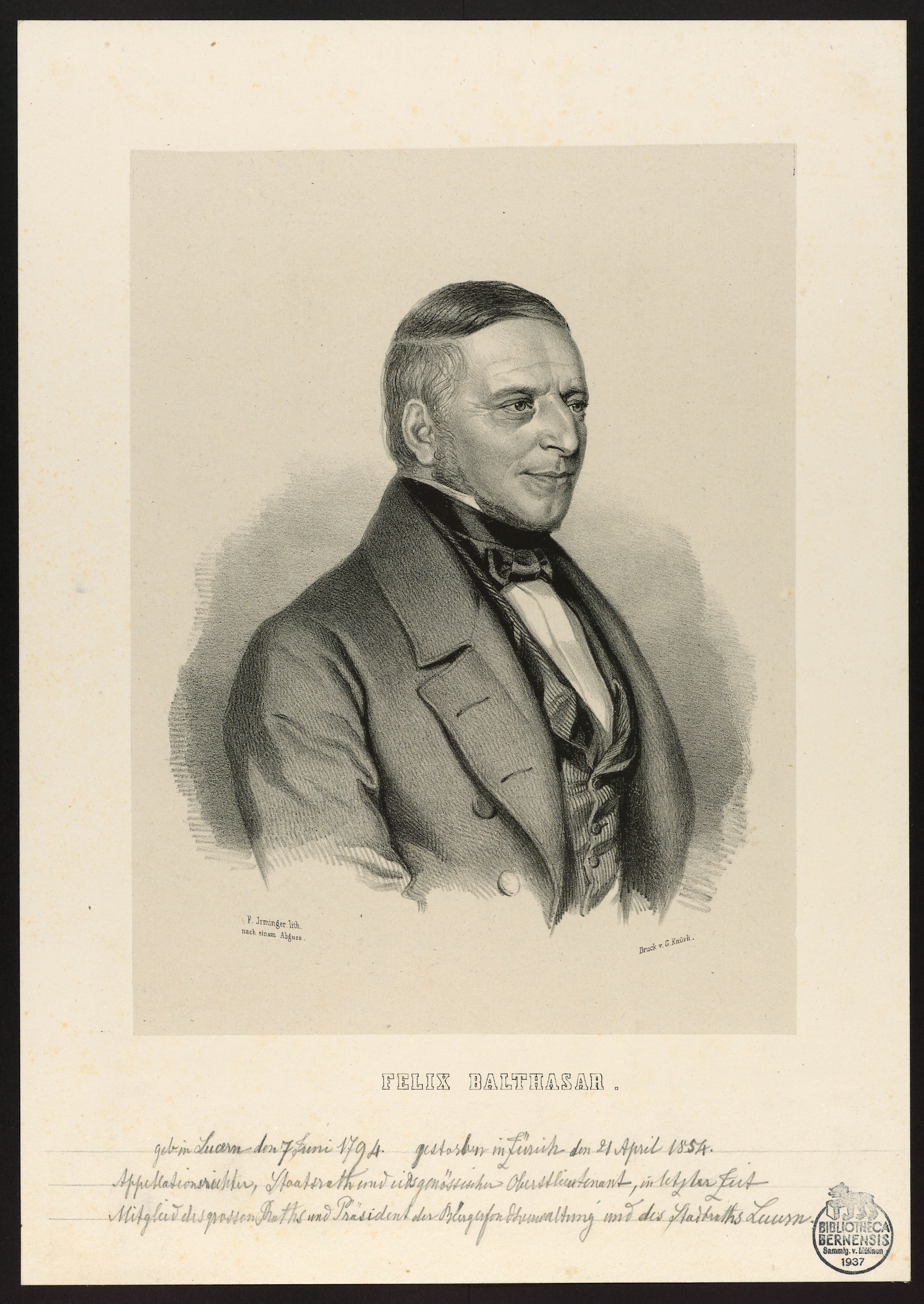
Karl Friedrich Irminger (1813–1863): Porträt von Felix Balthasar (1794–1854), Lithografie

Felix Balthasar (* 7. Juni 1794 in Luzern; † 21. April 1854 in Zürich, heimatberechtigt in Luzern) war ein Schweizer Politiker (liberal).

## Biografie
Felix Balthasar stammte aus der ursprünglich aus dem Maggiatal zugezogenen und 1547 in Luzern eingebürgerten Luzerner Patrizierfamilie Balthasar und kam als Sohn des Leodegar Balthasar und der Maria-Xaveria Balthasar, geborene Schmid, zur Welt. Balthasar besuchte die Schulen in Luzern. Anschliessend erlernte er den Beruf eines Kaufmanns in der Schweiz und in Lyon, Frankreich. Danach ging er zum Militär und stieg schliesslich bis zum Offiziersrang (Oberst) im Generalstab auf. Balthasar war auch Kassier der Eidgenössischen Kriegskasse. Im Solddienst war er Quartiermeister im Range eines Hauptmanns im königlich-niederländischen Regiment Auf der Maur.
Auf kommunaler Ebene begann Felix Balthasar seine politische Karriere mit der Wahl in den Luzerner Grossen Stadtrat im Jahr 1836. Zuvor hatte er 1832 eine Wahl in den Luzerner Stadtrat (Stadtregierung) abgelehnt. Er bekleidete zahlreiche Ämter (Appellationsrichter, Bezirksrichter, Präsident der Korporationsverwaltung von Luzern, Mitglied des Armen- und Waisenrats). Am 2. Januar 1848 wurde er erneut in den Stadtrat gewählt. Diesmal nahm er die Wahl an und wurde zum Stadtpräsidenten von Luzern gewählt. Dieses Amt übte Felix Balthasar bis 1854 aus.
Seine politische Karriere auf kantonaler Ebene war einerseits die Mitgliedschaft im Luzerner Grossen Rat (heute Kantonsrat), dem er – mit Unterbrüchen – von 1828 bis 1854 angehörte. Im Jahr 1837 war er Parlamentspräsident. Balthasar war in dieser Zeit in mehreren Kommissionen (Kreditkommission, Strafaufsichtskommission, Baukommission). Vom 22. Mai 1837 bis 1841 war Felix Balthasar andererseits Regierungsrat (Kantonsregierung) des Kantons Luzern.
Geschäftlich war Balthasar im Verwaltungsrat der Centralbahn. Zudem Mitglied der Mittwochsgesellschaft und Besitzer des Landguts Kastanienbaum in Horw.
Felix Balthasar war seit dem 23. Februar 1824 mit (Maria Angelika Aloysia) Eugenia Schwytzer von Buonas verheiratet. Der 1825 als einziger Sohn geborene Ludwig Balthasar starb im Militärdienst im Hospiz St. Gotthard im Jahr 1847. Das zweite Kind dieser Ehe war die 1826 geborene Tochter Erika.